# Sergio González (futebolista)
Sergio González Soriano (L'Hospitalet de Llobregat, 10 de novembro de 1976), mais conhecido apenas como Sergio, é um ex-futebolista e treinador de futebol espanhol que atuava como meio-campista.

## Carreira
Iniciou sua carreira no L'Hospitalet em 1995, atuando em 6 jogos e fazendo 6 gols. No mesmo ano foi para o Espanyol para jogar no time B, onde permaneceu durante 3 temporadas (104 partidas e 12 gols). Promovido ao elenco principal dos Pericos em 1998, disputou 110 jogos e fez 5 gols até 2001, quando foi contratado pelo La Coruña, que pagou 17 milhões de euros para contar com o jogador — até hoje, o maior valor já pago pelo clube galego.
Na sua primeira temporada pelo Depor, atuou 38 vezes e balançou as redes adversárias em 4; porém, foi na decisão da Copa del Rey que Sergio entrou para a história do La Coruña ao fazer o primeiro gol da vitória sobre o poderoso Real Madrid em pleno Santiago Bernabéu por 2 a 1, rendendo o apelido de "Centenariazo" pelo fato de os Merengues completarem 100 anos de fundação no mesmo dia. Este foi o segundo título da competição vencido pelo meia, que já tinha conquistado o troféu da edição de 1999–00 quando era jogador do Espanyol.
Após vencer a Supercopa da Espanha de 2002 sobre o Valencia e a última edição da Taça Intertoto da UEFA em 2008, Sergio permaneceu no La Coruña até 2010, quando não teve seu contrato renovado e deixou a equipe depois de 294 partidas e 27 gols por La Liga para assinar com o Levante. Atrapalhado por várias lesões, encerrou sua carreira no clube valenciano em 2011.

## Pós-aposentadoria
Depois de ficar afastado por 2 anos, Sergio voltou ao futebol em 2013, como auxiliar-técnico do Espanyol B, onde teve uma curta passagem no comando técnico antes de ser promovido ao elenco principal, no lugar do mexicano Javier Aguirre. Deixou os Pericos em 2015 após uma derrota por 1 a 0 para o Celta de Vigo.
Em 2015 foi anunciado como novo técnico da Seleção Catalã, substituindo Gerard López, e desde 2018 acumulava o mesmo cargo no Valladolid. Deixou o comando técnico dos Pucelanos em maio de 2021, após o rebaixamento para a segunda divisão.

## Carreira internacional

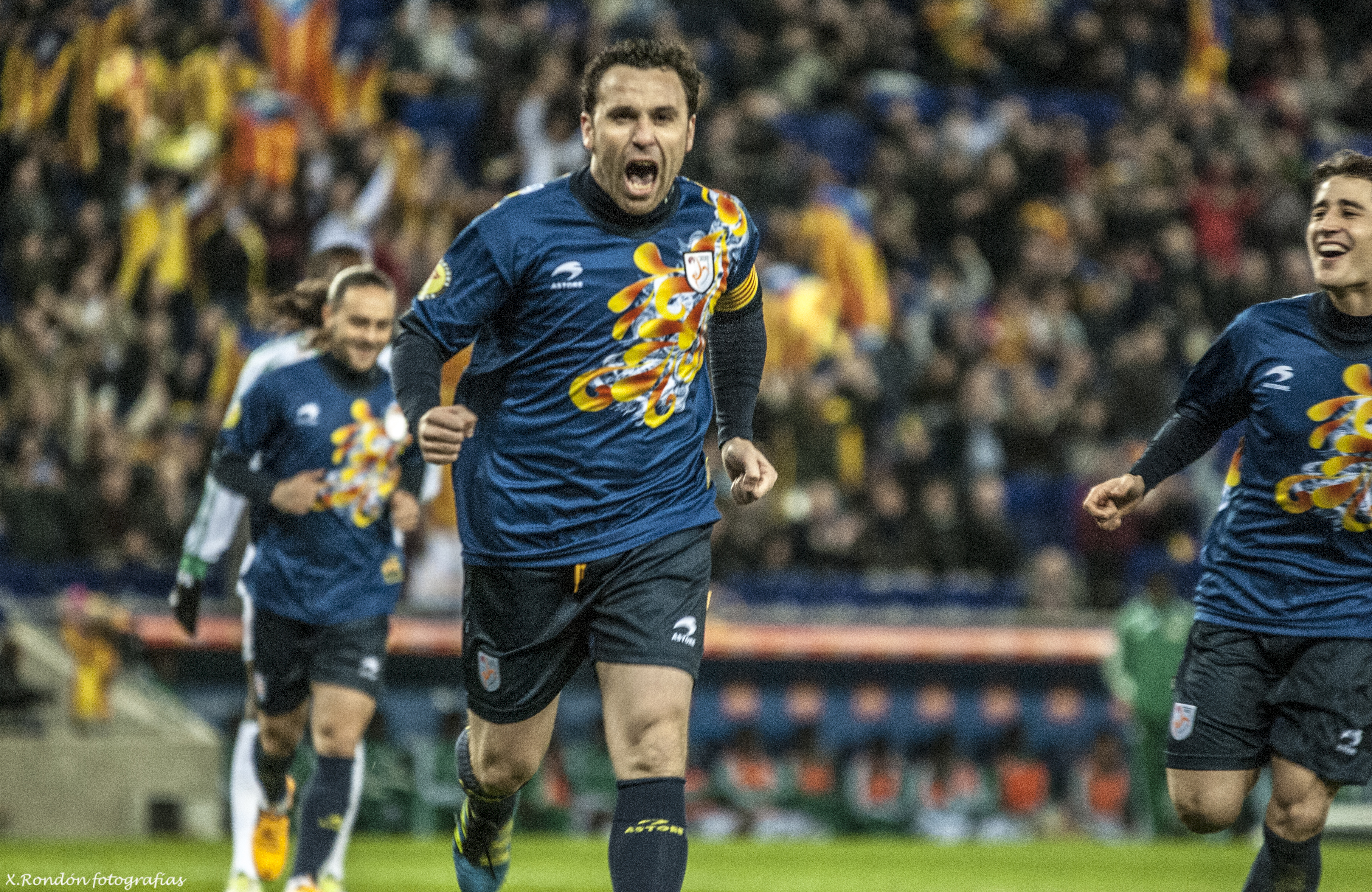
Sergio pela Seleção Catalã em 2013

Seu primeiro jogo pela Seleção Espanhola foi em março de 2001, contra Liechtenstein, pelas eliminatórias da Copa de 2002. Nesta última, atuou em um jogo da primeira fase, entrando no lugar de David Albelda na vitória por 3 a 2 sobre a África do Sul. Encerrou a carreira internacional em 2005, com 11 jogos disputados pela Fúria.
Também defendeu a Seleção da Catalunha em 15 partidas entre 1999 e 2013 (quando já estava aposentado por clubes), tendo feito 2 gols.

## Títulos
Espanyol
- Copa del Rey: 1 (1999–00)

La Coruña
- Copa del Rey: 1 (2001–02)
- Supercopa da Espanha: 1 (2002)
- Taça Intertoto da UEFA: 1 (2008)